# Erik Heijblok
Erik Heijblok (* 29. Juni 1978 in Wieringen) ist ein niederländischer Fußballspieler. Er steht seit Sommer 2014 bei FC Volendam unter Vertrag.

## Karriere
In der Saison 2007/08 war er dritter Torhüter bei Ajax Amsterdam. Sein Vertrag lief dort bis 2008. Vorher spielte er vier Jahre lang als Stammtorhüter beim HFC Haarlem, für die er in der Zeit auf 126 Einsätze in der Eerste Divisie gekommen ist. Im Juni 2008 wechselte er zum VBV De Graafschap Doetinchem, bei denen er sofort Stammtorhüter wurde. Ein Jahr später schloss er sich AZ Alkmaar an. Bis einschließlich der Spielzeit 2013/14 kam er in Alkmaar zu keinem Ligaspieleinsatz, daher wechselte er mit 37 Jahren nochmal zum FC Volendam.